# Sericopimpla lutea
Sericopimpla lutea är en stekelart som beskrevs av Ian D. Gauld 1984. Sericopimpla lutea ingår i släktet Sericopimpla och familjen brokparasitsteklar. Inga underarter finns listade i Catalogue of Life.